# Håndboldligaen 2015/16
Die Håndboldligaen 2015/16 war die 80. Spielzeit der Håndboldligaen, der höchsten Liga im dänischen Herrenhandball.

## Reguläre Saison
| Pl. | Verein                     | Sp. | S  | U | N  | Tore      | Diff. | Punkte  |
| --- | -------------------------- | --- | -- | - | -- | --------- | ----- | ------- |
| 1.  | Team Tvis Holstebro        | 26  | 19 | 1 | 6  | 0719:6590 | +60   | 039:130 |
| 2.  | KIF Kolding-Kopenhagen (M) | 26  | 14 | 7 | 5  | 0665:5910 | +74   | 035:170 |
| 3.  | Århus Håndbold             | 26  | 16 | 3 | 7  | 0697:6530 | +44   | 035:170 |
| 4.  | Skjern Håndbold            | 26  | 15 | 3 | 8  | 0726:6860 | +40   | 033:190 |
| 5.  | Bjerringbro-Silkeborg      | 26  | 15 | 3 | 8  | 0672:6070 | +65   | 033:190 |
| 6.  | GOG Håndbold               | 26  | 14 | 2 | 10 | 0704:6480 | +56   | 030:220 |
| 7.  | Aalborg Håndbold           | 26  | 12 | 4 | 10 | 0676:6630 | +13   | 028:240 |
| 8.  | Sønderjysk Elitesport      | 26  | 10 | 5 | 11 | 0637:6520 | −15   | 025:270 |
| 9.  | Skanderborg Håndbold       | 26  | 10 | 3 | 13 | 0619:6400 | −21   | 023:290 |
| 10. | Mors-Thy Håndbold          | 26  | 7  | 5 | 14 | 0632:6730 | −41   | 019:330 |
| 11. | Ribe-Esbjerg HH            | 26  | 9  | 1 | 16 | 0585:6430 | −58   | 019:330 |
| 12. | HC Midtjylland             | 26  | 9  | 1 | 16 | 0674:6900 | −16   | 019:330 |
| 13. | Nordsjælland Håndbold (N)  | 26  | 7  | 2 | 17 | 0620:6780 | −58   | 016:360 |
| 14. | Skive fH (N)               | 26  | 5  | 0 | 21 | 0573:7160 | −143  | 010:420 |

| Legende |                                      |
|         | Teilnahme an der Meisterschaftsrunde |
|         | Teilnahme an der Abstiegsrunde       |
|         | Direkter Abstieg                     |
| (M)     | Vorjahresmeister                     |
| (N)     | Aufsteiger aus der 1. Division       |

## Meisterschaftsrunde
Die Mannschaften auf den ersten acht Plätzen wurden in zwei Gruppen eingeteilt. Die Mannschaften auf Platz eins bis vier bekamen hierbei Zusatzpunkte zugesprochen (zwei Punkte für Platz eins und zwei, je einen für Platz drei und vier), die sie in die Runde mitnehmen dürfen. Die Erst- und Zweitplatzierten dieser beiden Gruppen spielten im Halbfinale über Kreuz gegeneinander.

### Gruppe A
|    | Verein                | Sp | G | U | V | Tore    | Diff. | Punkte |
| -- | --------------------- | -- | - | - | - | ------- | ----- | ------ |
| 1. | Team Tvis Holstebro   | 6  | 3 | 0 | 3 | 151:151 | ±0    | 9      |
| 2. | Bjerringbro-Silkeborg | 6  | 4 | 0 | 2 | 161:155 | +06   | 8      |
| 3. | Skjern Håndbold       | 6  | 3 | 0 | 3 | 159:156 | +03   | 7      |
| 4. | SønderjyskE Håndbold  | 6  | 2 | 0 | 4 | 148:157 | −9    | 4      |

### Gruppe B
|    | Verein                 | Sp | G | U | V | Tore    | Diff. | Punkte |
| -- | ---------------------- | -- | - | - | - | ------- | ----- | ------ |
| 1. | KIF Kolding-Kopenhagen | 6  | 3 | 2 | 1 | 154:147 | +07   | 10     |
| 2. | GOG Håndbold           | 6  | 3 | 3 | 0 | 164:155 | +09   | 9      |
| 3. | Aalborg Håndbold       | 6  | 2 | 1 | 3 | 161:157 | +4    | 5      |
| 4. | Århus Håndbold         | 6  | 0 | 2 | 4 | 148:168 | −20   | 3      |

| Legende |                         |
|         | Teilnahme am Halbfinale |

### Halbfinale
|                       | Gesamt |                        | Hinspiel | Rückspiel |
| --------------------- | ------ | ---------------------- | -------- | --------- |
| Team Tvis Holstebro   | 58:52  | GOG Håndbold           | 30:25    | 28:27     |
| Bjerringbro-Silkeborg | 55:51  | KIF Kolding-Kopenhagen | 24:23    | 31:28     |

### Spiele um den dritten Platz
|              | Gesamt |                        | Hinspiel | Rückspiel |
| ------------ | ------ | ---------------------- | -------- | --------- |
| GOG Håndbold | 58:56  | KIF Kolding-Kopenhagen | 32:27    | 26:29     |

### Endspiele
|                       | Gesamt |                     | Hinspiel | Rückspiel |
| --------------------- | ------ | ------------------- | -------- | --------- |
| Bjerringbro-Silkeborg | 52:46  | Team Tvis Holstebro | 27:20    | 25:26     |

## Abstiegsrunde
Der Zwölft- und Dreizehntplatzierte der Håndboldligaen nahmen an den Qualifikationsspielen teil und trafen dort in Hin- und Rückspielen auf den Zweit- bzw. Drittplatzierten der 1. Division 2015/16.
|                       | Gesamt |                    | Hinspiel | Rückspiel |
| --------------------- | ------ | ------------------ | -------- | --------- |
| HC Midtjylland        | 51:49  | Odder Håndbold     | 26:20    | 25:29     |
| Nordsjælland Håndbold | 45:46  | TM Tønder Håndbold | 20:17    | 25:29     |